# Carl Hermann Manchot

In jüngeren Jahren, ca. 1885

In seinem Arbeitszimmer

Vor St. Gertrud

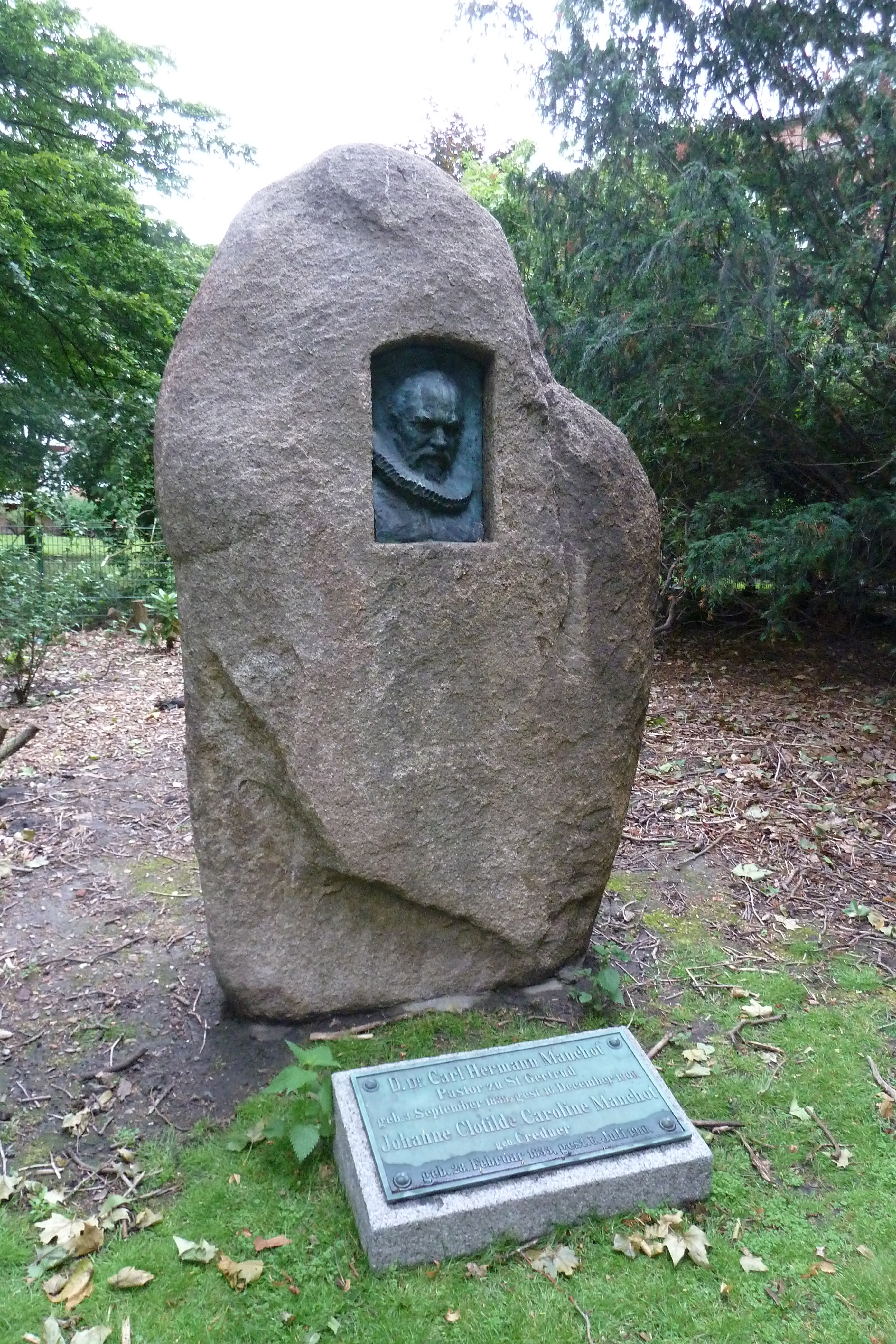
Granitfindling mit eingelassener Bronzeplakette von Stoltenberg-Lerche vor St. Gertrud

Carl Hermann Manchot, auch Karl Hermann Manchot [mɑ̃ʃo] (* 3. September 1839 in Nidda, Hessen; † 16. Dezember 1909 in Hamburg) war ein deutscher evangelischer Theologe.

## Familie
Manchot entstammte der hugenottischen Familie Manchot aus Lothringen. Sein Vater Johann Daniel Manchot (1805–1867) war protestantischer Dekan und Pfarrer in Offenbach und sein Bruder der renommierte Architekt Wilhelm Manchot.
Manchot war seit dem 24. April 1865 mit Johanne Caroline Clothilde Credner verheiratet, einer Tochter von Carl August Credner (1797–1857), Professor für Theologie in Gießen, und Johanna Bernhardine Sigismunde Clothilde Luden, einer Tochter des Historikers Heinrich Luden (1780–1847). Das Ehepaar Manchot hatte fünf gemeinsame Kinder: Den Hamburger Arzt, Carl Manchot (1866–1932) und seine Zwillingsschwester Caroline, Wilhelm Manchot (1869–1945), Anna Manchot (früh verstorben) und Walter Manchot (als Kleinkind verstorben).

## Leben
Manchot studierte an der Universität Gießen und erwarb dort den Dr. phil. 1864 erhielt er seine ersten Pfarrstellen in Maschwanden und Wipkingen, beide im Kanton Zürich. 1866 erhielt er die Zweite Pfarrstelle an St. Remberti in Bremen. Von dort wechselte er 1883 an die neu gebauten Kirche St. Gertrud in Hamburg-Hohenfelde, wo er den größten Teil seiner seelsorgerischen Arbeit als erster Pastor verbrachte.
Manchot war Begründer und einer der hervorragendsten Mitglieder des Deutschen Protestantenvereins. Während seiner Bremer Zeit war er von 1868 bis 1882 Herausgeber des kirchlich freisinnigen Deutschen Protestantenblatts. Die Universität Zürich verlieh ihm den theologischen Ehrendoktor D. theol.
Während seiner Hamburger Amtszeit brach die Choleraepidemie von 1892 aus, in deren Verlauf nach einem Bericht seines Sohnes Carl Manchot mehr als 6000 Menschen starben. In dieser Zeit lag Manchots Hauptverdienst in aufopferungsvoller Seelsorge und vor allem in seinem sozialen Engagement. Er gründete die St. Gertrud Gemeindepflege und es wurden ein Hospital und ein Schwesternhaus gebaut. Er förderte den Bau eines Waisenhauses auf der Uhlenhorst, in dem Waisen aufgenommen werden konnten, deren Eltern an Cholera verstorben waren. Er ließ eine Milchküche einrichten, in der sozial Bedürftige saubere Säuglingsnahrung erhalten konnten.
Manchot war in der Leitung des „Allgemeinen evangelischen Missionsvereins“ mit tiefer Überzeugung tätig und Mitglied des Hamburger Kirchenrates.
Manchot starb kurz vor Weihnachten 1909. Ein Freundeskreis aus der Gemeinde ließ auf seinem Grab einem großen Granitfindling mit eingelassener Bronzeplakette von Stoltenberg-Lerche als Denkmal errichten. Dieses wurde 100 Jahre später, nach schweren Sturmschäden, am 20. November 2011 auf einer Freifläche vor St. Gertrud wieder aufgestellt.

## Schriften (Auswahl)
- Johannes Henricus Scholten: Die ältesten Zeugnisse betreffend die Schriften des Neuen Testamentes. Bremen 1867 (Übersetzung von: De oudste getuigenissen aangaande de schriften des Nieuwen Testaments, 1866).
- Der hundertjährige Geburtstag Alexander von Humboldts. In: Norddeutsches Protestantenblatt, Bremen (2) 1869, S. 469–475.
- Jacob Sturm von Sturmeck: Straßburgs großer Stettmeister und Scholarch : Standrede gehalten in Straßburg ... am 14. Juli 1870.
- Die Parteien der christlichen Gemeinde, gemessen an den Grundsätzen Jesu und des Apostels Paulus: Vortrag : nebst einem offenen Briefe an Prof. Dr. theol. M. Baumgarten in Rostock.
- Johannes Henricus Scholten: Der freie Wille (Leiden 1859), deutsch von Carl Manchot, Kritische Untersuchung (1874)
- Das Christentum und die moderne Weltanschauung. Bremen 1882.
- Martin Crugot, der ältere Dichter der unüberwindlichen Flotte Schillers. 1886
- Die Heiligen. Ein Beitrag zum geschichtlichen Verständnis der Offenbarung Johannis etc. Leipzig 1887.
- Des Apostels Paulus Missionsruf an die evangelischen Deutschen: Festpredigt bei der Jahresfeier des hamburgischen Hauptvereins des evangelisch-protestantischen Missionsvereins am 6. Dezember 1888 in der St. Nicolaikirche. Hamburg 1888
- Kinderheim auf dem Uhlenhorst. Hamburg 1892.
- Der Christus Michelangelos in Santa Maria sopra minerva in Rom. Hamburg 1898.
- Die Milchküche an St. Gertrud. Hamburg 1905.